# Bogdăneşti (Suceava)
Bogdăneşti é uma comuna romena localizada no distrito de Suceava, na região de Moldávia. A comuna possui uma área de 24.70 km² e sua população era de 3983 habitantes segundo o censo de 2007.